# Émile Fortin (communard)
Modèle:Homon@Émile Fortin
Émile Pierre Justin Fortin, dit Émile Fortin, né le 2 décembre 1846 à Brûlon et mort le 15 décembre 1906 à Paris, est un militant blanquiste, membre de la Commune de Paris puis déporté de Nouméa (Nouvelle-Calédonie).

## Biographie
Né en 1846, Émile Fortin exerce sous le Second Empire comme feuillagiste et milite en parallèle dans les groupes de combat blanquiste.

## Sources
1. ↑  Gaston Da Costa, Discours pronnoncé par M. Gaston Da Costa à l'incinération de Emile Fortin le 18 Décembre 1906, Paris, (s.l), 1906 (lire en ligne)